# Aldosterone sintasi
L'aldosterone sintasi (o 18-idrossilasi) è un citocromo P450 multifunzionale localizzato sulla membrana mitocondriale interna.
Si tratta di un enzima di idrossilasi che catalizza tre passaggi successivi di metil-ossidazione ed ossidazione che portano alla sintesi di aldosterone. La sintesi dell'aldosterone avviene a partire dal colesterolo che è convertito successivamente in pregnenolone, progesterone, 11-deossicorticosterone, corticosterone, 18-idrossicorticosterone ed infine in aldosterone
Questo gene codifica per un membro della superfamiglia degli enzimi del citocromo P450. Le proteine del citocromo P450 sono monossigenasi che catalizzano molte reazioni coinvolte nel metabolismo dei farmaci, nella sintesi del colesterolo, steroidi e altri lipidi. Questa proteina è espressa soprattutto nella zona glomerulare della corteccia surrenale. All'interno della cellula, si localizza sulla membrana interna dei mitocondri.

11-Desossicorticosterone
Corticosterone
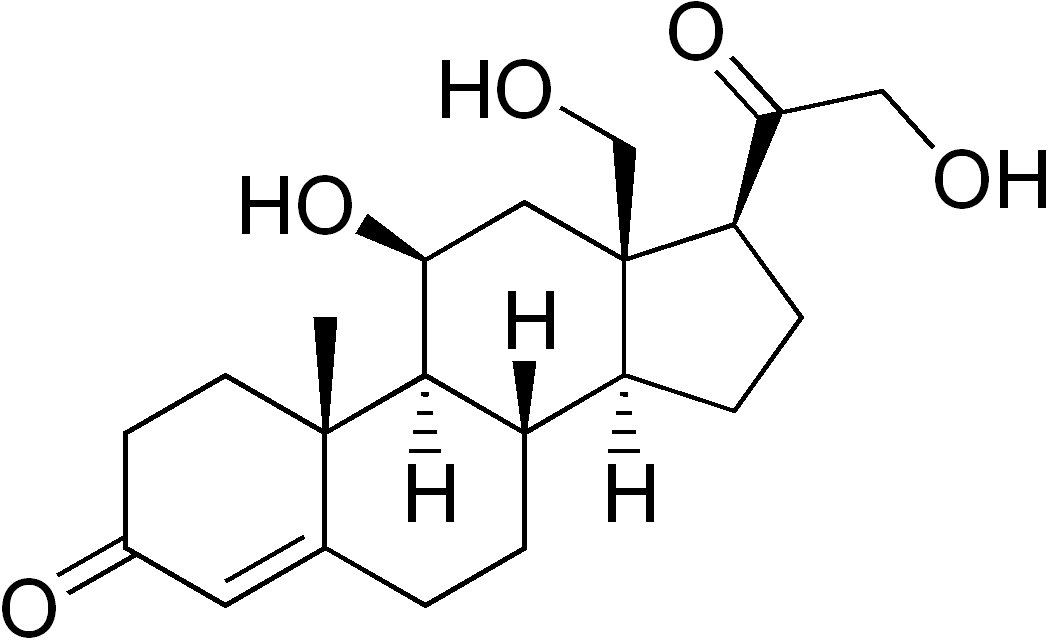
18-idrossicorticosterone
Aldosterone

## Deficit e sintomatologia
Una mutazione del gene CYP11B2 (aldosterone sintasi) rappresenta un tipico difetto ereditario dell'ultima tappa della biosintesi dell'aldosterone (conversione del desossicorticosterone in aldosterone) che può portare fin dall'infanzia a gravi forme di squilibrio elettrolitico che mettono a rischio la vita del paziente. Tipico in questi casi è l'esordio con vomito ricorrente e disidratazione grave in soggetti con ritardo staturoponderale. In questi pazienti fin dalla nascita può essere presente febbre, diarrea, letargia, scarso aumento di peso e scarsa alimentazione.
Nelle forme più lievi i soggetti raggiungono età avanzate, sono colpiti dalla malattia in modo meno grave o sono completamente asintomatici.

## Trattamento
Il trattamento consiste in un apporto elevato di sodio ed in supplementi di mineralcorticoidi per via orale. che si sono dimostrati efficaci.

## Altre immagini

Steroidogenesi, sulla destra è mostrata la aldosterone sintasi.

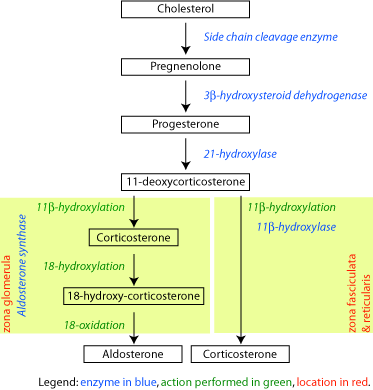
Via biosintetica dei corticosteroidi nel ratto